# Стоунхенджський пасаж
Стоунхе́нджський паса́ж (англ. Stonehenge Avenue) — давня дорога з рядами менгірів обабіч. Включено до складу комплексу «Стоунхендж і Ейвбері», віднесеного до Всесвітньої спадщини ЮНЕСКО. Пасаж виявлений у XVIII столітті. Його довжина становить близько 3 кілометрів, і він з'єднує Стоунхендж з річкою Ейвон.
Пасаж був прокладений під час 3-го етапу спорудження Стоунхенджа, близько 2600–1700 рр. до н. е.
Напрямок пасажу відповідає сходу сонця під час літнього сонцестояння.
Наприкінці пасажу у 2009 р. виявлено рештки кромлеха з долериту, що отримав назву за матеріалом виготовлення — Блухендж.